# Francja na Zimowych Igrzyskach Olimpijskich 1972
Francję na Zimowych Igrzyskach Olimpijskich 1972 reprezentowało 40 zawodników: 33 mężczyzn i siedem kobiet. Był to jedenasty start reprezentacji Francji na zimowych igrzyskach olimpijskich.

## Zdobyte medale
| Medal  | Zawodnik          | Dyscyplina            | Konkurencja             | Rezultat    |
| ------ | ----------------- | --------------------- | ----------------------- | ----------- |
| Srebro | Danièle Debernard | Narciarstwo alpejskie | Slalom specjalny kobiet | 1:31,26 min |
| Srebro | Florence Steurer  | Narciarstwo alpejskie | Slalom specjalny kobiet | 1:32,69 min |
| Brąz   | Patrick Péra      | Łyżwiarstwo figurowe  | Soliści                 | 2653,1 pkt  |

## Skład kadry

### Biathlon
Mężczyźni
| Zawodnik                                                 | Konkurencja         | czas biegu         | Kary               | Łączny czas        | Pozycja            |
| -------------------------------------------------------- | ------------------- | ------------------ | ------------------ | ------------------ | ------------------ |
| Daniel Claudon                                           | Bieg na 20 km       | 1:18:14,67         | 1:00               | 1:19:14,67         | 10.                |
| René Arpin                                               | Bieg na 20 km       | 1:19:52:64         | 9:00               | 1:27:52,64         | 37.                |
| Aimé Gruet-Masson                                        | Bieg na 20 km       | 1:18:44,41         | 15:00              | 1:33:44,41         | 51.                |
| Paul Chassagne                                           | Bieg na 20 km       | Nie ukończył biegu | Nie ukończył biegu | Nie ukończył biegu | Nie ukończył biegu |
| René Arpin Noël Turrell Daniel Claudon Aimé Gruet-Masson | Sztafeta 4 × 7,5 km | 2:03:08,90         | 4                  | 2:03:08,90         | 13.                |

### Biegi narciarskie
Mężczyźni
| Zawodnik                                                   | Konkurencja        | czas               | Pozycja            |
| ---------------------------------------------------------- | ------------------ | ------------------ | ------------------ |
| Roland Jeannerod                                           | Bieg na 15 km      | 48:32,42           | 31.                |
| Jean-Paul Vandel                                           | Bieg na 15 km      | 49:22,89           | 39.                |
| Daniel Cerisey                                             | Bieg na 15 km      | 50:05,88           | 46.                |
| Gérard Granclement                                         | Bieg na 15 km      | 50:07,11           | 48.                |
| Jean-Paul Vandel                                           | Bieg na 30 km      | 1:42:45,88         | 25.                |
| Daniel Cerisey                                             | Bieg na 30 km      | 1:47:03,01         | 45.                |
| Gilbert Faure                                              | Bieg na 30 km      | 1:48:12,19         | 49.                |
| Roland Jeannerod                                           | Bieg na 30 km      | Nie ukończył biegu | Nie ukończył biegu |
| Jean Jobez                                                 | Bieg na 50 km      | Nie ukończył biegu | Nie ukończył biegu |
| Jean-Paul Vandel Roland Jeannerod Gilbert Faure Jean Jobez | Sztafeta 4 × 10 km | 2:14:35,98         | 11.                |

### Bobsleje
Mężczyźni
| Osada | Zawodnik                                            | Konkurencja | Ślizg 1 | Ślizg 2 | Ślizg 3 | Ślizg 4 | Łącznie | Pozycja |
| ----- | --------------------------------------------------- | ----------- | ------- | ------- | ------- | ------- | ------- | ------- |
| FRA-I | Patrick Parisot Alain Roy                           | Dwójki      | 1:16,66 | 1:17,17 | 1:14,53 | 1:15,10 | 5:03,46 | 9.      |
| FRA-I | Gérard Christaud-Pipola Jacques Christaud-Pipola    | Dwójki      | 1:17,08 | 1:17,25 | 1:14,81 | 1:15,05 | 5:04,19 | 11.     |
| FRA-I | Patrick Parisot Yves Bonsang Alain Roy Gilles Morda | Czwórki     | 1:11,79 | 1:12,18 | 1:11,27 | 1:11,51 | 4:46,75 | 9.      |

### Kombinacja norweska
Mężczyźni
| Zawodnik         | Konkurencja   | Bieg narciarski | Bieg narciarski | Bieg narciarski | Skoki narciarskie | Skoki narciarskie | Skoki narciarskie | Skoki narciarskie | Skoki narciarskie | Skoki narciarskie | Skoki narciarskie | Skoki narciarskie | Łącznie | Pozycja |
| Zawodnik         | Konkurencja   | Czas biegu      | Pozycja         | Punkty          | Skok 1            | Nota              | Skok 2            | Nota              | Skok 3            | Nota              | Punkty            | Pozycja           | Łącznie | Pozycja |
| ---------------- | ------------- | --------------- | --------------- | --------------- | ----------------- | ----------------- | ----------------- | ----------------- | ----------------- | ----------------- | ----------------- | ----------------- | ------- | ------- |
| Jacques Gaillard | Indywidualnie | 53:59,5         | 35.             | 169,810         | 67,5              | 76,3              | 67,0              | 79,1              | 67,0              | 73,4              | 155,4             | 29.               | 325,210 | 35.     |

### Łyżwiarstwo figurowe
| Zawodnik                 | Konkurencja   | Nota   | Pozycja |
| ------------------------ | ------------- | ------ | ------- |
| Patrick Péra             | Soliści       | 2653,1 | brąz    |
| Didier Gailhaguet        | Soliści       | 2440,9 | 13.     |
| Jacques Mrozek           | Soliści       | 2401,3 | 14.     |
| Florence Cahn Jean Racle | Pary sportowe | 364,5  | 13.     |

### Łyżwiarstwo szybkie
Mężczyźni
| Zawodnik       | Konkurencja   | Konkurencja   | Konkurencja    | Konkurencja    | Konkurencja    | Konkurencja    | Konkurencja      | Konkurencja      |
| Zawodnik       | Bieg na 500 m | Bieg na 500 m | Bieg na 1500 m | Bieg na 1500 m | Bieg na 5000 m | Bieg na 5000 m | Bieg na 10 000 m | Bieg na 10 000 m |
| Zawodnik       | Czas          | Miejsce       | Czas           | Miejsce        | Czas           | Miejsce        | Czas             | Miejsce          |
| -------------- | ------------- | ------------- | -------------- | -------------- | -------------- | -------------- | ---------------- | ---------------- |
| Richard Tourne | 43,06         | 33.           | 2:16,37        | 33.            | 8:11,52        | 24.            | 16:48,70         | 22.              |

### Narciarstwo alpejskie
Mężczyźni
| Zawodnik            | Konkurencja | Konkurencja | Konkurencja                 | Konkurencja                 | Konkurencja                 | Konkurencja                 | Konkurencja         | Konkurencja         | Konkurencja              | Konkurencja              |
| Zawodnik            | Zjazd       | Zjazd       | Slalom gigant               | Slalom gigant               | Slalom gigant               | Slalom gigant               | Slalom specjalny    | Slalom specjalny    | Slalom specjalny         | Slalom specjalny         |
| Zawodnik            | Czas        | Pozycja     | Czas 1-go przejazdu         | Czas 2-go przejazdu         | Czas łączny                 | Pozycje                     | Czas 1-go przejazdu | Czas 2-go przejazdu | Czas łączny              | Pozycja                  |
| ------------------- | ----------- | ----------- | --------------------------- | --------------------------- | --------------------------- | --------------------------- | ------------------- | ------------------- | ------------------------ | ------------------------ |
| Roger Rossat-Mignod | 1:54,72     | 15.         | 1:33,28                     | Dyskwalifikacja             | Nie ukończył konkurencji    | Nie ukończył konkurencji    |                     |                     |                          |                          |
| Bernard Orcel       | 1:54,81     | 16.         |                             |                             |                             |                             |                     |                     |                          |                          |
| Henri Duvillard     | 1:55,13     | 19.         | Nie ukończył 1-go przejazdu | Nie ukończył 1-go przejazdu | Nie ukończył 1-go przejazdu | Nie ukończył 1-go przejazdu | 55,92               | 54,53               | 1:50,45                  | 4.                       |
| Bernard Charvin     | 1:55,33     | 21.         |                             |                             |                             |                             |                     |                     |                          |                          |
| Alain Penz          |             |             | 1:33,36                     | 1:39,06                     | 3:12,42                     | 9.                          | 56,72               | Dyskwalifikacja     | Nie ukończył konkurencji | Nie ukończył konkurencji |
| Jean-Noël Augert    |             |             | 1:33,61                     | 1:38,23                     | 3:11,84                     | 5.                          | 55,77               | 54,74               | 1:50,51                  | 5.                       |

Kobiety
| Zawodniczka       | Konkurencja | Konkurencja | Konkurencja   | Konkurencja   | Konkurencja         | Konkurencja               | Konkurencja               | Konkurencja               |
| Zawodniczka       | Zjazd       | Zjazd       | Slalom gigant | Slalom gigant | Slalom specjalny    | Slalom specjalny          | Slalom specjalny          | Slalom specjalny          |
| Zawodniczka       | Czas        | Pozycja     | Czas          | Pozycja       | Czas 1-go przejazdu | Czas 2-go przejazdu       | Czas łączny               | Pozycja                   |
| ----------------- | ----------- | ----------- | ------------- | ------------- | ------------------- | ------------------------- | ------------------------- | ------------------------- |
| Isabelle Mir      | 1:38,62     | 4.          | 1:35,30       | 21.           |                     |                           |                           |                           |
| Annie Famose      | 1:39,70     | 8.          |               |               |                     |                           |                           |                           |
| Michèle Jacot     | 1:40,73     | 15.         | 1:33,61       | 16.           | Dyskwalifikacja     | Nie ukończyła konkurencji | Nie ukończyła konkurencji | Nie ukończyła konkurencji |
| Florence Steurer  | 1:41,36     | 23.         | 1:32,59       | 6.            | 46,57               | 46,12                     | 1:32,69                   | brąz                      |
| Britt Lafforgue   |             |             | 1:32,80       | 8.            | 46,23               | Dyskwalifikacja           | Nie ukończyła konkurencji | Nie ukończyła konkurencji |
| Danièle Debernard |             |             |               |               | 46,08               | 45,18                     | 1:31,26                   | srebro                    |

### Saneczkarstwo
Mężczyźni
| Zawodnik        | Konkurencja | Ślizg 1 | Ślizg 2 | Ślizg 3 | Ślizg 4 | Łącznie | Pozycja |
| --------------- | ----------- | ------- | ------- | ------- | ------- | ------- | ------- |
| Pierre Larchier | Jedynki     | 55,86   | 56,28   | 54,68   | 54,94   | 3:41,76 | 36.     |

### Skoki narciarskie
Mężczyźni
| Konkurencja            | Skoczek          | Skok 1    | Skok 1 | Skok 2    | Skok 2 | Nota  | Pozycja |
| Konkurencja            | Skoczek          | odległość | Nota   | odległość | Nota   | Nota  | Pozycja |
| ---------------------- | ---------------- | --------- | ------ | --------- | ------ | ----- | ------- |
| Skocznia normalna K-86 | Gilbert Poirot   | 69,5      | 93,4   | 71,0      | 95,3   | 188,7 | 43.     |
| Skocznia normalna K-86 | Alain Macle      | 67,5      | 87,2   | 62,5      | 78,7   | 165,9 | 53.     |
| Skocznia normalna K-86 | Yvan Richard     | 68,0      | 88,0   | 63,5      | 76,3   | 164,3 | 54.     |
| Skocznia duża K-110    | Yvan Richard     | 77,0      | 68,8   | 78,5      | 73,4   | 142,2 | 49.     |
| Skocznia duża K-110    | Alain Macle      | 76,0      | 65,9   | 71,0      | 56,9   | 122,8 | 50.     |
| Skocznia duża K-110    | Jacques Gaillard | 72,0      | 60,8   | 73,5      | 61,9   | 122,7 | 51.     |